# Montien
Stratigraphie
Cet article court présente un sujet plus développé dans : Sélandien.
Le Montien est une subdivision de l'échelle des temps géologiques, équivalent à l'étage du Sélandien. Son stratotype est caractérisé par le calcaire de Mons (Belgique).

.